# Jean-Philippe Reverdot
Jean-Philippe Reverdot  est un photographe français né le 3 octobre 1952 à Paris, et mort dans la même ville le 4 juin 2020.

## Biographie
Jean-Philippe Reverdot fait ses premières photographies en 1972. Il est d’abord assistant de photographes de publicité et devient indépendant en 1975.
Il « pratique la photo en écrivain : chacune de ses images est destinée à publication, vouée à se déployer en regard d’une page blanche, d’un texte, ou d’une autre image ».
Jean-Philippe Reverdot meurt à Paris le 4 juin 2020, à l’âge de 67 ans.

## Expositions personnelles
- 1984 - Galerie Private Office, Bruxelles & Galerie Saint-Nicolas, Auxerre
- 1986 - Galerie Claudine Bréguet (Mois de la Photo), Paris
- 1989 - Maison des Arts, Évreux
- 1990 - Centre Culturel, Vitré
- 1991 - Musée Sainte-Croix, Poitiers & Artothèque, Grenoble & Institut Culturel Français, Athènes
- 1992 - Centre Culturel Français, Amman
- 1994 - Centre Photographique Nord-Pas-de-Calais, Douchy-les-Mines
- 1996 - Corderie Royale, Rochefort & Galerie Jacques Barbier, Paris
- 2001 - Bilan provisoire 1983-1999 , Maison européenne de la photographie, Paris[5].

## Publications
- 1986 - Zoo, texte de Bernard Lamarche-Vadel, (Marval)
- 1988 - Kurna, texte de René Pons (Marval)
- 1990 - Territoire supposé, texte de René Pons, (Marval)
- 1990 - Fernando Pessõa, texte de Philippe Bidaine, (Marval)
- 1996 - L’Epreuve, (Marval)
- 1996 - Tumulus, textes de Jean-Loup Trassard, (Le temps qu’il fait)
- 1998 - … sur la peau, (Marval)
- 2000 - Mise en demeure, texte de Bernard Lamarche-Vadel, (Filigranes)
- 2001 - Bilan provisoire, texte de Hubertus Von Amelunxen, (Marval)[6],
- 2005 - 1/5 - Tirage limité (Marval), tiré à 1 000 exemplaires[7]
- 2006 - Télévision (Marval), tirage à 200 exemplaires numérotés et signés

## Portfolios
- 1986 - Zoo, texte de Bernard Lamarche-Vadel, 10 photographies tirées et signées par l’auteur, édition limitée à 15 exemplaires
- 1988 - Nus de femmes, 10 photographies tirées et signées par l’auteur, édition limitée à 15 exemplaires numérotés
- 2000 - Notes sur la reproduction, 17 photographies tirées et signées par l'auteur, édition limitée à 5 exemplaires numérotés
- 2001 - Propositions, 15 photographies tirées et signées par l'auteur, édition limitée à 5 exemplaires numérotés
- 2002 - Placebo, 25 photographies tirées et signées par l'auteur, édition limitée à 5 exemplaires numérotés
- 2003 - Fracture (degré 0), 14 photographies tirées et signées par l'auteur, édition limitée à 5 exemplaires numérotés
- 2004 - Vers le noir, 5 photos couleur et 5 photos noir et blanc tirées et signées par l'auteur, édition limitée à 5 exemplaires numérotés

## Filmographie
- Entretien avec Bernard Lamarche-Vadel, production : Maison européenne de la photographie (30 min).